# Хачкар
Хачка́р (арм. խաչքարо файле (xačʻkʻar), дословно «крест-камень») — вид армянских архитектурных памятников и святынь, представляющий собой каменную стелу с резным изображением креста. Слово хачкар образовано из армянских корней хач — «крест», а также кар — «камень».
В ноябре 2010 года искусство создания хачкаров с формулировкой «Символика и мастерство хачкаров, армянские каменные кресты» было внесено в репрезентативный список ЮНЕСКО по нематериальному культурному наследию человечества в Армении.

## Исторический очерк
Всего на территории Армении насчитывается несколько тысяч хачкаров, каждый отличается своим неповторимым узором, хотя все узоры обычно выдержаны в едином стиле.
В доисторический период в горах, у истоков рек, у границ поселений, у дорог воздвигались каменные стелы — «вишапы», которые считают предшественниками хачкаров, — народ представлял их заколдованными героями своих мифов и сказаний.
Это была некая разметка земли, обжитой человеком.
Они были покрыты резьбой с изображением птиц, шкур и голов баранов, клинописью.
В эпоху Урарту цари стали устанавливать вертикальные каменные плиты, рассказывающие миру о своих завоеваниях и законах. Подобные стелы строились также в эллинистический период первой династии армянских царей Арташесидов.
В то время уже имелась сложившаяся технология строительства хачкаров: в основании — постаменте, массивном каменном блоке, выдалбливалось отверстие, в которое вертикально ставился камень с уже нанесённой на него надписью и узором.
Урартрийские и эллинистические памятники стали прообразом первых христианских хачкаров, появившихся сразу после принятия христианства, и были призваны засвидетельствовать христианскую веру.
В самых разных местах Армении (впервые — на склонах Арагаца) были найдены высокие стелы с рельефами, иногда с горельефами, скорее всего связанные с погребальными обрядами.
Сюжеты таких изображений традиционны: Григорий Просветитель, царь Трдат III, заточивший Просветителя и умертвивший святых дев Рипсимэ и Гаяне и за это превращённый вместе со своей свитой в стадо свиней, Даниил во рву львином, три отрока в огненной печи, реже — Крещение и Распятие.
Предшественниками современных армянских хачкаров являются раннесредневековые круглые или восьмигранные колонны, квадратные в сечении столбы с врезанными в них крестами и увенчанными свободно поставленными объёмными крестами. Самые древние хачкары, сохранившиеся до нашего времени, датируются IX—X веками, именно их и можно связать с этими мемориальными столбами, плоскости которых заняты рельефными изображениями преимущественно на христианские темы.
Подобные мемориальные колонны были найдены по всей территории Исторической Армении, в частности, самыми известными из них являются находки в Гарнаовите, Ариче, Талине, Мрене, относящиеся к V—VII векам. Эти колонны имеют кубические основания, которые являются базами или постаментами, внутрь которых эти столбы и вставлены. На них изображались кресты, которые и стали предшественниками хачкаров.
Например, основание колонны из Арича, имеет равноконечный крест с широкими ветвями, шишками на концах, две широкие полупальметты, произрастающие из нижней оконечности креста, плавно загибаются наружу, а верхушки, их (они приходятся над оконечностями поперечной ветви креста) загнуты в сторону креста. Верхние междукрестья заняты пучками стеблей, верхушки которых также загнуты к кресту.
Тот же рисунок — на постаменте столбца в Талине с той разницей, что у креста расширены лишь концы, а полупальметты более развиты и по высоте достигают верхушек поперечных ветвей креста (верх его не сохранился). На некоторых других постаментах столбов крестов нет, глубоко вырезаны лишь симметрично расположенные пары пальметок, между ними помещён цветок, как бы заменяющий крест.
В большинстве своём стелы имели двучастное (постамент и вертикаль) или трёхчастное (ступени, постамент и вертикаль) строение.
Древнейший датированный хачкар на территории Армении относится к 879 году. Многочисленные армянские хачкары на территории исторической Армении, ныне в пределах современных Турции, Грузии и Азербайджана.

### Средневековые хачкары
- Хачкар 996 года c мыса Норатус; в настоящее время хранится в Эчмиадзинском монастыре
- Хачкар из Санаина, ~1050 год
- Хачкар в Ованаванке
- Хачкар мастера Погоса в Гошаванке, 1291 год
- Хачкар в Санаине, XIII век
- Хачкар армянского архитектора Момика, 1306 год
- Хачкар в Ахпате, 1220 год
- Хачкар в монастыре Ахпат
- Хачкар в монастыре Агарцин, XIII век
- Хачкар на стене церкви св. Богородицы в с. Карби
- Хачкары Норатуса
- Хачкары в Гегарде
- Хачкары в Кечарисе, XII век
- Крулаты крест VII—X века, музей Татевского монастыря
- Хачкары в Нахичеванской АР, фотография 1915 года. Окончательно уничтожены в 2005 году
- Хачкар в Гегарде

### Современные хачкары
- Хачкар в Тавуше
- Хачкар в Ереване
- Хачкар во дворе Армянского кафедрального собора Львова. Установлен в 90-летнюю годовщину геноцида армян
- Армянский хачкар
- Армянский хачкар

## Хачкары Нагорного Карабаха
Древнейшие датированные хачкары на территории Нагорного Карабаха восходят к 853 и 866 годам.. Иосиф Орбели отмечает:
Крестные камни с изображениями людей были обнаружены впервые в той части Армении, где вообще излюблена орнаментация рельефами, где на стенах храмов, помимо ктиторских групп, обычных и для других местностей Армении, встречаются довольно большие рельефные сцены, а именно — в Хачене
- Хачкар Гасана I Великого в Гандзасаре
- Хачкары в колокольне Дадиванка
- Хачкары в Гандзасаре
- Фрагмент Дадиванкского хачкара, начало XIII века, Нагорный Карабах

## Изготовление
Хачкары изготавливаются из базальта, который крайне мало подвергается разрушению. Часто встречаются и хачкары из туфа, поскольку туф легко поддаётся обработке. Традиционно их делают вручную с помощью зубила и молотка.
- Изготовление в Ереване
- Изготовление в Иджеване